# Роки дівочі
«Роки дівочі» (рос. «Годы девичьи») — український радянський художній фільм 1961 року режисера Леонід Естріна, кінодрама. Прем'єра відбулась 22 грудня 1961 року.

## Сюжет
Скромна дівчина Настя влаштувалася працювати на один з найбільших шовкових комбінатів СРСР. Незабаром вона закохалася в бригадира і мотогонщика Гната Коляду. Той теж звернув увагу на дівчину. Відсвяткували весілля і почалися будні...

## У ролях
- Едуард Кошман —  Гнат Коляда
- Наталя Кустинська —  Настя
- Олена Корнілова —  Ганна
- Анна Дубровіна —  Антоська
- Павло Морозенко —  Олексій
- Микола Крючков —  Трохим Іванович
- Світлана Харитонова —  Варвара
- Анатолій Вербицький —  в сцені з «Анни Кареніної»
- Леонід Марченко —  блондин
- Людмила Марченко
- Юнона Яковченко

## Творча група
- Режисер-постановник: Леонід Естрін
- Сценарист: Лідія Компанієць
- Оператор-постановник: Микола Топчій
- Композитор: Анатолій Боярський
- Художник-постановник: Георгій Прокопець
- Художник комбінованих зйомок: Володимир Дубровський